# Мегді Абейд
Мегді Абейд (араб. مهدي عبيد, нар. 6 серпня 1992, Монтрей) — алжирський та французький футболіст, півзахисник турецького клубу «Істанбул Башакшехір» і національної збірної Алжиру.
Володар Кубка африканських націй та Кубка Греції.

## Клубна кар'єра
Народився 6 серпня 1992 року в місті Монтрей у родині алжирського походження. Почав займатися футболом у командах південних передмість Парижа «Тьє» та ЮС «Альфорвіль», а з 2003 перейшов до академії «Ланса».
У дорослому футболі дебютував 2010 року виступами за дублюючий склад «Ланса», але так і не потрапив до основи рідного клубу.
Своєю грою за привернув увагу представників тренерського штабу клубу «Ньюкасл Юнайтед», до складу якого приєднався влітку 2011 року. Відіграв за команду з Ньюкасла наступні півтора сезону своєї ігрової кар'єри, вийшовши на поле лише 5 разів у кубкових і єврокубкових матчах та жодного разу в чемпіонаті, граючи переважно в дублі. У січні 2013 перейшов у піврічну оренду до шотландського «Сент-Джонстона», а сезон 2013/14 провів в оренді в грецькому «Панатінаїкосі». В обох клубах він був гравцем основного складу. Після повернення з оренди в сезоні 2014/15 таки пробився до головної команди «Ньюкасла», але все одно залишався гравцем ротації, провівши лише 13 матчів чемпіонату за сезон.
У сезоні 2015/16 грав у складі команди «Панатінаїкос».
До складу клубу «Діжон» приєднався 2016 року. Відіграв за команду з Діжона три сезони.
22 липня 2019 року на правах вільного агента уклав контракт з «Нантом».

## Виступи за збірні
У 2007 році дебютував у складі юнацької збірної Франції, взяв участь у 30 іграх на юнацькому рівні, відзначившись 5 забитими голами.
У 2011 році залучався до складу молодіжної збірної Алжиру. На молодіжному рівні зіграв у 5 офіційних матчах.
У 2015 році дебютував в офіційних матчах у складі національної збірної Алжиру.
У складі збірної був учасником Кубка африканських націй 2017 року у Габоні.
2019 року поїхав на свій другий Кубок африканських націй, на якому виходив на поле в усіх трьох матчах групового етапу, а його команда завоювала другий в її історії титул чемпіона Африки. Станом на червень 2021 провів у формі головної команди країни 19 матчів, забив 1 гол.
| Дата       | Місто         | Господарі | Результат | Гості               | Турнір                                   | Голи | Примітки |
| ---------- | ------------- | --------- | --------- | ------------------- | ---------------------------------------- | ---- | -------- |
| 13-6-2015  | Бліда         | Алжир     | 4 – 0     | Сейшельські Острови | Відбір до Кубка африканських націй 2017  | -    | 85'      |
| 9-10-2015  | Алжир         | Алжир     | 1 – 2     | Гвінея              | товариський матч                         | -    | 46'      |
| 12-11-2016 | Уйо           | Нігерія   | 3 – 1     | Алжир               | Відбір до ЧС 2018                        | -    | 71'      |
| 7-1-2017   | Бліда         | Алжир     | 3 – 1     | Мавританія          | товариський матч                         | -    | 73'      |
| 19-1-2017  | Франсвіль     | Алжир     | 1 – 2     | Туніс               | Кубок африканських націй 2017 - 1-й етап | -    | 90+3'    |
| 22-3-2019  | Бліда         | Алжир     | 1 – 1     | Гамбія              | Відбір до Кубка африканських націй 2019  | 1    |          |
| 26-3-2019  | Бліда         | Алжир     | 1 – 0     | Туніс               | товариський матч                         | -    | 14' 67'  |
| 16-6-2019  | Доха          | Алжир     | 3 – 2     | Малі                | товариський матч                         | -    | 55' 61'  |
| 23-6-2019  | Каїр          | Алжир     | 2 – 0     | Кенія               | Кубок африканських націй 2019 - 1-й етап | -    | 71'      |
| 27-6-2019  | Каїр          | Сенегал   | 0 – 1     | Алжир               | Кубок африканських націй 2019 - 1-й етап | -    | 90+3'    |
| 1-7-2019   | Каїр          | Танзанія  | 0 – 3     | Алжир               | Кубок африканських націй 2019 - 1-й етап | -    | 79'      |
| 9-9-2019   | Алжир         | Алжир     | 1 – 0     | Бенін               | товариський матч                         | -    | 68'      |
| 15-10-2019 | Вільнев-д'Аск | Алжир     | 3 – 0     | Колумбія            | товариський матч                         | -    | 84'      |
| 9-10-2020  | Клагенфурт    | Нігерія   | 0 – 1     | Алжир               | товариський матч                         | -    |          |
| 12-11-2020 | Алжир         | Алжир     | 3 – 1     | Зімбабве            | Відбір до Кубка африканських націй 2021  | -    | 84'      |
| 16-11-2020 | Хараре        | Зімбабве  | 2 – 2     | Алжир               | Відбір до Кубка африканських націй 2021  | -    | 80'      |
| 25-3-2021  | Лусака        | Замбія    | 3 – 3     | Алжир               | Відбір до Кубка африканських націй 2021  | -    | 61'      |
| 6-6-2021   | Бліда         | Алжир     | 1 – 0     | Малі                | товариський матч                         | -    | 85'      |
| 11-6-2021  | Радес         | Туніс     | 0 – 2     | Алжир               | товариський матч                         | -    | 89'      |
| Усього     |               | Матчів    | 19        |                     | Голів                                    | 1    |          |

## Титули і досягнення
- Володар Кубка африканських націй (1):

 Алжир: 2019
- Володар Кубка Греції (1):

«Панатінаїкос»: 2013-2014